# Hambourg-Fuhlsbüttel
Fuhlsbüttel (en bas-allemand : Fuulsbüddel) est un des 105 quartiers de la ville libre et hanséatique de Hambourg. Ce quartier est situé dans l'arrondissement de Hambourg-Nord. 

## Géographie
Une partie du territoire est occupée par l'aéroport de Hambourg (en allemand Flughafen Hamburg-Fuhlsbüttel).

## Histoire
Sous le régime nazi, une prison a servi de camp de concentration de 1933 à 1945.